# Disocactus phyllanthoides
Disocactus phyllanthoides, vrsta kaktusa iz Meksika.

## O uzgoju
- Preporučena temperatura:  Noć: 10-12°C
- Tolerancija hladnoće:  držati ga iznad 10°C
- Minimalna temperatura:  15°C
- Izloženost suncu:  treba biti na svjetlu
- Porijeklo:   Meksiko  (Puebla, Veracruz)

## Sinonimi
- Cactus elegans Link
- Cactus phyllanthoides DC.
- Cereus phyllanthoides (DC.) DC.
- Epiphyllum phyllanthoides (DC.) Sweet
- Nopalxochia phyllanthoides (DC.) Britton & Rose
- Phyllocactus jenkinsonii Haage
- Phyllocactus phyllanthoides (DC.) Link
- Phyllocactus plukenetii Kostel.